# جان لوید
جان لوید (انگلیسی: John Lloyd؛ زادهٔ ۳۰ سپتامبر ۱۹۵۱) یک نویسنده، فیلم‌نامه‌نویس و تهیه‌کننده تلویزیونی اهل بریتانیا است.
از فیلم‌ها یا مجموعه‌های تلویزیونی که وی در آن‌ها نقش داشته‌است می‌توان به بلک‌ادر اشاره نمود.